# 수잔나 M. 솔터
수잔나 마도라 솔터(혼전성 킨제이(Kinsey), 1860년 3월 2일 ~ 1961년 3월 17일)는 미국의 정치인이자 운동가였다. 그녀는 캔자스주 아르고니아의 시장을 역임하여, 미국의 시장으로 선출된 최초의 여성이 되었고, 미국의 어떤 정치적인 자리에서도 일한 최초의 여성들 중 한 명이 되었다.

## 전기
수잔나 마도라 킨제이는 오하이오주 벨몬트 카운티 스미스 타운쉽의 라미아의 비자치구역에서 1860년 3월 2일 태어났다. 그는 올리버 킨제이와 영국 퀘이커 교도의 후손인 태리사 앤 와이트 킨제이의 딸이다.
12살에, 그는 부모와 함께 캔자스로 이주하였고, 실버 레이크 주변의 80에이커 크기의 농장에 정착했다. 8년 뒤, 그는 맨하튼에 있는 캔자스주 농업 대학(현 캔자스 주립 대)에 입학하였다. 그는 고등학교에서 대학 레벨 수업을 들어 1학년을 면제받았지만, 병으로 졸업하기 6주 전에 학업을 그만두어야 했다.
학생이었을 때, 그는 전 캔자스 경찰 부서장인 멜빌 J. 솔터의 아들이자 촉망받는 변호사인 루이스 앨리슨 솔터를 만났다. 그들은 곧 결혼하였고 수잔나 마도라 솔터가 지역 기독교 여성 금주 동맹 및 금주당 활동을 열심히 하던 아르고니아로 떠났고, 전국적으로 알려진 금주 활동가인 캐리 네이션과 알고 지내게 되었다. 1883년, 그는 아르고니아에서 첫째 아이 프란시스 아르고니아 솔터를 낳았다. 루이스와 수잔나 솔터는 9명의 자녀를 낳았고, 그 중 한 명은 수잔나 솔터가 시장으로서 임기를 수행할 때 출산하였지만 영아일 때 사망하였다. 1885년 아르고니아 시가 법인화되었을 때 그의 아버지와 남편이 각각 첫번 째 시장과 시 서기관으로 선출되었다.

## 첫번째 여성 시장
수잔나 솔터는 1887년 4월 4일 아르고니아 시의 시장으로 선출되었다. 그의 선출은 놀라운 일이었는데, 여성이 정치에 참여하는 것을 반대하는 남성들이 여성들이 입후보하는 것을 좌절시키고, 여성을 모욕하기 위할 목적으로 장난으로 그의 이름을 후보자 명단에 이름이 기입한 것이었기 때문이다.
후보자들은 선거일 전에 공개할 필요가 없었으므로, 수잔나 솔터 스스로도 투표가 시작되기 전에 자신이 후보자로 올라간 사실을 모르고 있었다.
선거날에, 그는 만약 선출되면 시장으로서 임무를 수행하겠다고 하였고, 여성 금주 동맹은 일제히 원래 뽑기로 했던 후보자 대신 솔터에게 투표하였다. 게다가, 지역 공화당 의장은 수잔나의 고향에 대표단을 보내어 공화당도 그를 지지한다는 것을 보여주었고, 결국 수잔나는 3분의 2의 득표를 얻어 당선될 수 있었다.
비록 그의 임기는 예상치 못한 것이었지만, 그의 선출은 전국적인 언론의 관심을 모았고, 아르고니아 시의 주도 하에 다른 도시들의 타당성에 대한 논쟁을 불러일으켰는데, 그것은 "페티코트 룰"부터 "두고보자"는 태도에 이르기까지 다양한 것이었다. 수잔나 솔터가 당선된 후 처음 주도한 시의회 회의에는 뉴욕 썬의 기자도 참석했다. 기자는 시장의 드레스와 모자를 묘사하며 수잔나 솔터가 대단히 점잖았다는 기사를 썼다. 기자는 시장이 불필요한 토론을 제지하는 등 뛰어난 정치인이라고 기술하였다. 다른 언론사도 수잔나에 대한 보도를 하였고, 스웨덴과 남아프리카에도 소식이 전해졌다. 수잔나의 1년의 임기에 대한 보상으로 그는 1달러를 받았다. 1년의 임기 후 그는 재선에 나서기를 거절했다.

## 후기
시장으로서 역임한 후, 솔터와 그의 가족은 1893년 그의 남편이 오클라호마주 알바의 체로키 스트립에 땅을 취득하기 전까지는 계속 아르고니아에서 살았다. 10년 후, 그들은 그의 남편이 법을 공부하고 헤드라이트 신문을 창간한 오클라호마의 아우구스타로 옮겨갔다. 그들은 결국 오클라호마의 카르멘으로 이주하는 마을 정착민들과 합류했다. 1915년 남편의 사망 이후, 그는 오클라호마 대학을 다니는 막내 아이와 함께 오클라호마 놀만으로 이주했다. 그는 놀만에서 여생을 살았고, 종교적, 정치적 문제에 관심을 보였으나 다시 선출직에 출마하지는 않았다.

## 죽음
수잔나 솔터는 오클라호마주 노만에서 101살 생일을 맞이한 후 2주 뒤에 사망하였고, 아르고니아 시 묘지에 그의 남편 옆에 매장되었다.